# 奥列格·斯拉维耶维奇·莫罗佐夫
奥列格·斯拉维耶维奇·莫罗佐夫（羅馬化：Oleg Slaviyevich Morozov；1966年1月3日—）是俄罗斯职业足球教练和前球员。他是奥布宁斯克克万特足球俱乐部的主教练。

## 俱乐部生涯
1985年，他在苏乙联赛中为喀什拉迪纳摩队首次亮相。1994-95 年，他代表泰提沙基卡梅申足球俱乐部参加了4场欧洲联盟杯比赛。
在他的整个职业生涯中，他始终与他的同卵双胞胎兄弟阿列克谢·莫罗佐夫在同一支球队效力。